# Bhagavad Gita

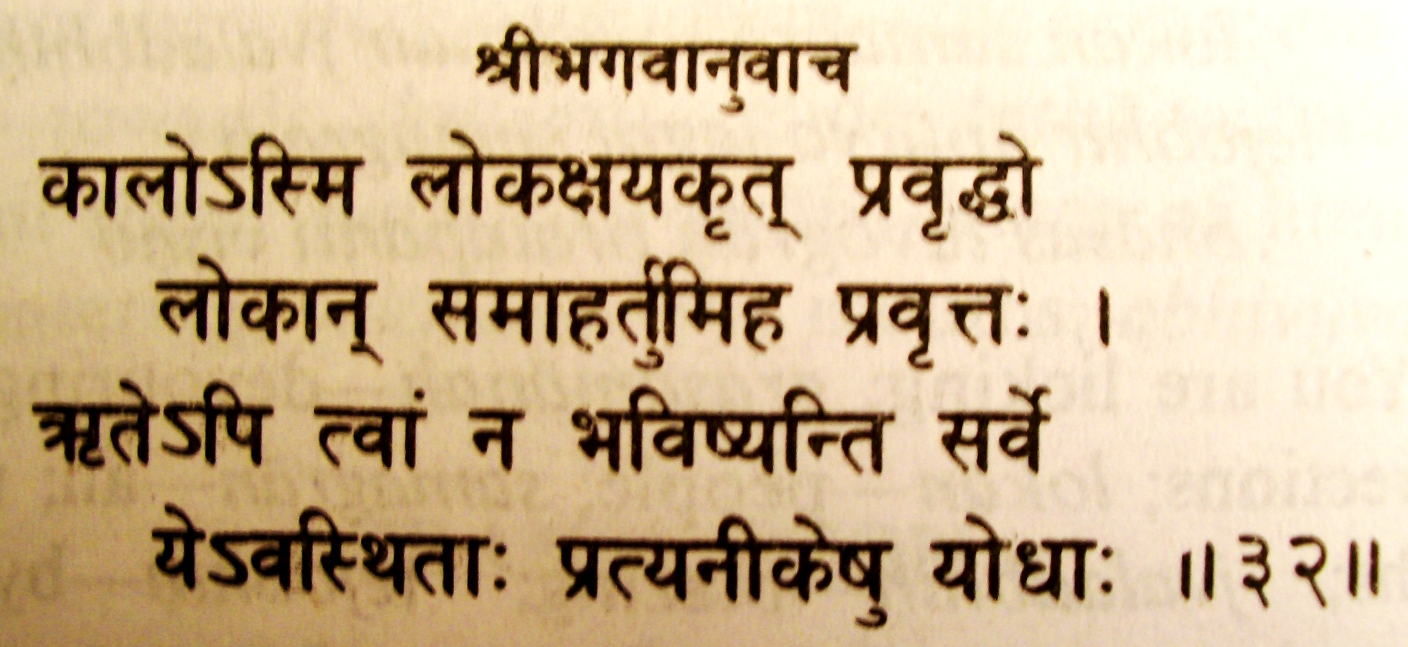
Bhagavad Gita, versos 11:32.

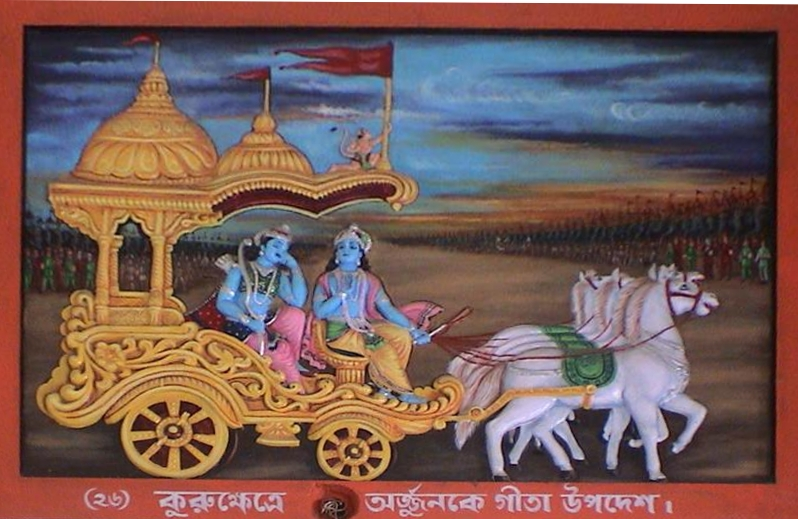
Krixna instruint a Arjuna a Kurukshetra.

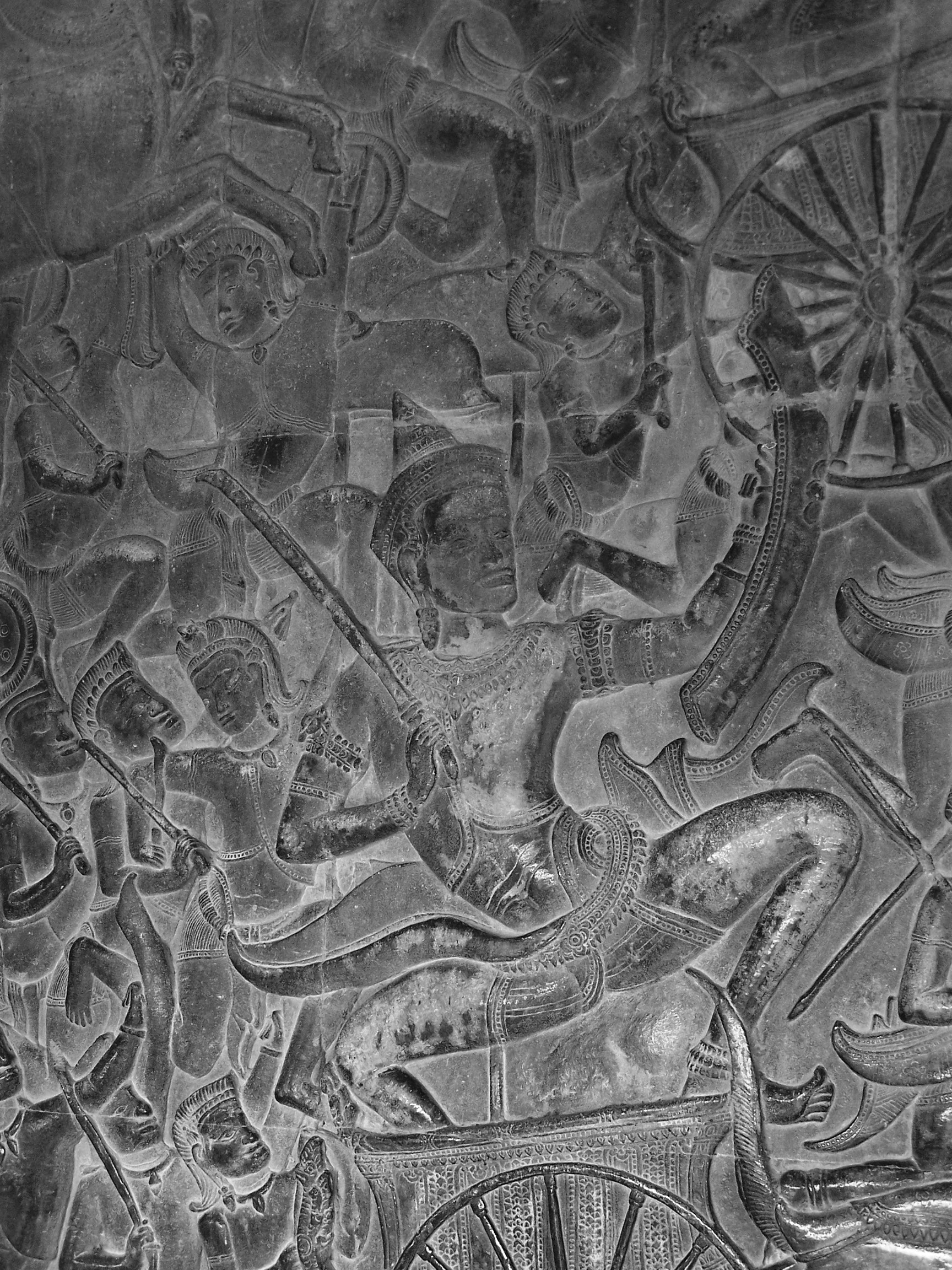
Representació d'Arjuna a Angkor Vat; Phnom Bakheng

El Bhagavad Gita (en devanagari: श्रीमद्भगवद्गीता, srīmadbhagavadgītā, 'Cant del Benaventurat') és un poema èpic que forma part del Mahabharata (capítol 23:40), un dels texts més importants de l'hinduisme. Comprèn 700 versos (shloka) escrits en sànscrit, dividits en divuit capítols i es pensa que va ser escrit entre els segles v i ii aC.
Es tracta d'un text fonamental en la filosofia hindú, representant la culminació dels pensaments vèdic, del ioga, del vedanta i del tantrisme. Dels seus versos en deriven principis ètics i normes de comportament i una visió del món bàsiques en la cultura hindú. En aquest llibre s'hi troben, per exemple, les primeres bases del hatha ioga, la forma més coneguda del ioga a Occident.
El relat és constituït pel diàleg entre el déu Krixna i Arjuna, un príncep guerrer que dubta davant la batalla, quan veu que aquesta pot comportar la mort de membres de la seva família que es troben en l'exèrcit oposat. L'ensenyament que se'n desprèn és que, fins i tot si tots els camins difereixen, llur objectiu fonamental continua sent el mateix: realitzar el Braman i escapar al cicle dels renaixements a través de la pròpia realització.

## El text

### Context preliminar
El tema principal del Mahabharata, l'obra que inclou el Bhagavad Gita com a capítol crucial, és el de l'enfrontament entre dos grups de cosins de nissaga reial, els Pandava i els Kaurava, que eren els fills respectius dels germans Pandu i Dhritarashtra.
Els Pandava eren pocs: Yudhishthira, Bhima, Arjuna, Nakula i Sahadeva. Els Kaurava, en canvi, eren cent i Duryodhana n'era el més gran. Pandu va morir sobtadament encara jove quan els seus fills encara eren petits. Dhritarashtra va usurpar el poder i es va fer càrrec dels infants del seu germà. Així, els dos grups de cosins varen ser educats en el mateix palau i varen tenir els mateixos instructors, els més importants dels quals foren Bhishma i Dronacharya.
Amb el pas del temps, els Pandava varen desenvolupar bones qualitats, com l'equanimitat, la sobrietat, la generositat i la noblesa. Estaven arrelats en el dharma, la manera correcta d'obrar. En canvi, els cent fills de Dhritarashtra, especialment Duryodhana, varen créixer plens de vicis i defectes, com la crueltat, la injustícia, la manca d'escrúpols, l'ambició desmesurada i la vanitat. Finalment Duryodhana, ple d'enveja i malevolència contra els seus cosins Pandava, va conspirar contra ells amb la intenció de destruir-los.
Quan va arribar el moment de la coronació de Yudhisthira, el més gran dels Pandava i hereu legítim de la corona, el pèrfid Duryodhana va organitzar un joc de daus: com que els Pandava van perdre, foren exiliats al bosc. En tornar de l'exili van reclamar la corona, però Duryodhana havia consolidat el seu poder i va refusar. I no només això, sinó que va humiliar i fer patir els seus cosins de diverses formes amb crueltat i cinisme. Però després de patir en silenci, una rere l'altre, les moltes injustícies que els va infligir llur cosí, la paciència dels Pandava va arribar al límit i la guerra fou inevitable.
Duryodhana i Arjuna, els dos rivals, varen demanar l'ajut de Krixna, rei de Dwarka. Krixna va respondre que el seu deure era d'ajudar ambdós bàndols, i els va proposar d'escollir entre el seu exèrcit i ell tot sol, tot especificant que de tota manera no tocaria cap arma. Arjuna va escollir Krixna, que va esdevenir el conductor del seu carro de combat i Duryodhana va obtenir que el gran exèrcit del rei combatés al seu costat.
Així, els exèrcits dels Pandava i el dels Kaurava es varen trobar un davant de l'altre al camp sagrat de Kurukshetra, preparats per la batalla.

### Contingut
El Bhagavad Gita tracta d'una conversa que té lloc entre Krixna i Arjuna tot just abans de començar la batalla de Kurukshetra. Arjuna es troba dalt del carro de combat (ratha) armat amb el seu arc i fletxes i Krixna n'és el conductor. Quan Arjuna veu el seu oncle preparat per l'atac davant seu, el seu ànim defalleix, i pensa que no serà capaç de lluitar contra els membres de la seva família, encara que aquests l'hagin fet patir tant, injustament i durant molt de temps.
Krixna se'l mira seriosament i comença per dir-li que s'assereni i que tingui valor. A continuació li diu: "Arribat a aquest punt, Arjuna, has de lluitar com un guerrer! Deixa't de vacil·lacions i fes el teu deure!" Durant el discurs, Krixna mostra la seva divinitat a Arjuna i li explica per què és més important l'acció positiva i actuar amb determinació que el deixar-se anar i lamentar-se.
Cal dir que l'avatar de Krixna com a rei de Dwarka és molt diferent del del "Krixna Lila", el déu blau molt més conegut que jugava amb les Gopis: el caràcter de Krixna al Bhagavad Gita és sever, savi i prudent. El rei de Dwarka demostra la seva severitat emfatitzant l'estricta observança de les lleis (ajnya) en el seu discurs a Arjuna.

## Ensenyances
Krixna instrueix Arjuna sobre una multitud de dominis, començant pel de la reencarnació, amb la qual es resol el dilema d'Arjuna, ja que implica que els morts en la batalla no han perdut veritablement la vida. Krixna continua exposant un gran nombre d'assumptes espirituals, entre els quals diversos iogues (o camins de devoció) diferents. A l'onzè capítol, Krixna mostra a Arjuna que de fet és una encarnació del déu Vixnu (identificat com una manifestació del Braman).
A un nivell més profund, la guerra es presenta com una metàfora de les confusions, els dubtes, els temors i els conflictes que preocupen qualsevol persona a un moment o altre de la seva existència. El Bhagavad Gita s'adreça a aquesta discòrdia interior i ensenya els iogues que permeten apaivagar-la: el bhakti ioga, la via de la devoció del déu personal, el jnana ioga o la via del coneixement, el karma ioga o via de l'acció justa i el raja ioga, la via de la meditació. Segons Krixna, l'arrel de tots els dolors i de tots els trastorns és l'agitació de l'esperit provocada pel desig. L'única manera de disminuir la flama del desig és calmar l'esperit per la disciplina dels sentits i de l'esperit.
Tanmateix, el rebuig total a l'acció és considerat com a tan perjudicial com una total indulgència. Segons Bhagavad Gita, l'objectiu de la vida és d'alliberar l'esperit i l'intel·lecte de les seves complexitats i de concentrar-los sobre la glòria de l'ànima. Aquest objectiu pot ser realitzat pels iogues d'acció, de devoció i de coneixement. El text acaba per un cant exposant la doctrina del renunciament, que permet escapar-se del samsara, el cicle dels renaixements.

### Extractes
- Versicle 4.41: "Aquell del qual el saber espiritual ha desarrelat els dubtes, i que, havent renunciat als fruits dels seus actes, s'ha establert fermament en la consciència del seu jo real, aquell, oh! conqueridor riqueses, resta lliure de les cadenes de l'acció."
- Versicle 2.39: "Has rebut de Mi, fins ara, el coneixement analític de la filosofia del Samkhya. Rep ara el coneixement del ioga, que permet actuar sense estar lligat als seus actes."
- Versicle 2.71: "Només aquell a qui els plaers materials ja no l'atreuen, que ja no és esclau dels seus desigs, que ha rebutjat tot esperit de possessió i que s'ha alliberat de la tirania de l'ego, pot conèixer la serenitat perfecta."
- Versicle 6.17 "El qui manté la mesura en el menjar i el dormir, en el treball i la distensió pot, amb la pràctica del ioga, suavitzar els sofriments de l'existència material".[5]

## Hipòtesi de datació
Els historiadors acorden a assignar a aquest poema una data entre els segles VI i III abans de Crist. Encara que es desconeix la data exacta de la composició del Bhagavad-gītā, existeixen diverses hipòtesis.
Surendranath Dasgupta suposa que el Gītā hauria estat un text prebudista (és a dir, anterior al segle IV aC.) i que va ser escrit abans del Majabhárata (és a dir, abans del segle III aC.), pel que s'hauria compost entorn del segle VI aC.
Segons l'escriptor indi Prabhakar Kamath, a mitjan segle III aC els seguidors del bramanisme, inspirant-se en la biografia del rei Ashoka, van crear el guió original del Bhagavad-gītā, anomenat Aryuna vishada (‘la feblesa d'Aryuna’) i ho van inserir en l'expansiu Majabhárata. D'aquesta manera, tractaven de revertir la tendència dels xatries a abandonar l'antiga religió i convertir-se a les noves religions no violentes com el jainisme i el budisme.
Basant-se en les diferències entre els estils poètics, alguns especialistes del tema han assenyalat que el Bhagavad-gītā es va afegir al Majabhárata en una data posterior (o sigui, després del segle III aC).
Segons Sarvepalli Radhakrishnan, el Bhagavad-gītā seria anterior a la major part de les primeres Upanishad i anterior també al període de desenvolupament dels sistemes filosòfics i la seva formulació en els sutra, per tant l'origen del Guitá se situaria llavors en l'era precristiana (és a dir, abans del segle I dC).
Mircea Eliade i Ioan P. Couliano proposen dates més recents, entorn del segle II dC.
Segons alguns hinduistes es tracta d'un text antiquíssim transmès oralment de generació en generació durant milers d'anys, per la qual cosa és possible considerar que el Bhagavad-gītā sigui d'una data anterior a la que apunten els estudiosos del tema. Així apareixen datacions com la de Bal Gangadhar Tilak qui suposa que es va compondre entorn de l'any 3100 aC.

### Altres consideracions sobre la datació
En el propi text del Bhagavad-gītā, Krixna afirma que el coneixement del ioga contingut en el Gītā es va instruir a la humanitat en el començament mateix de la seva existència. Per tant, encara que es desconeix la data original de la seva composició, els seus ensenyaments es consideren eternes; amb la qual cosa la data en què es va redactar és considerada irrellevant des del punt de vista espiritual. Tal és la postura d'experts com Swami Vivekananda, qui considerava que els esdeveniments històrics manquen d'importància per a l'estudi del Gītā des del punt de vista del dharma (la religió hinduista), Bansi Pandit o Juan Mascaró.

## Traduccions i crítiques
Text relativament desconegut a l'Occident, la primera traducció del Bhagavad Gita va ser feta en anglès l'any 1785 per Charles Wilkins. El 1823 August Wilhelm von Schlegel va fer-ne una traducció al llatí, el 1826 es va traduir a l'alemany per Wilhelm von Humboldt, el 1846 Lassensa va fer-ne una traducció francesa i Galanosla una de grega el 1848.
Humboldt va afegir un comentari del llibre a la seva traducció. Va fer ressaltar el significat moral del poema, i va comparar l'èmfasi en el no-aferrament i el deure de l'obra hindú amb l'ètica de l'estoïcisme grec.
Hegel va respondre al comentari de Humboldt afirmant que les similituds entre la filosofia del Bhagavad Gita i l'estoïcisme eren només de caràcter superficial. Va basar la seva crítica en el fet que, des del seu punt de vista, el pensament indi no pot reeixir a arribar al nivell del concepte de subjectivitat lliure dels grecs.
En Joan Mascaró, el 1962, traduí directament del sànscrit a l'anglès aquesta obra. Aquesta traducció fou publicada per Penguin Books. Elisabet Abeyà traduí la primera versió al català del Bhagavad Gita en 1983. Aquesta versió fou feta a partir de la meravellosa versió anglesa de Joan Mascaró, que sabé conservar la bellesa i l'esperit del poema original en sànscrit en una feina que durà vint anys. L'edició en català fou revisada i corregida pel mateix Joan Mascaró. Fou editada per l'Editorial Moll a la Biblioteca Raixa.